# John Calvey
John Calvey (23 tháng 6 năm 1875 – 1937) là một cầu thủ bóng đá người Anh, thi đấu ở vị trí tiền đạo trung tâm.

## Sự nghiệp
Sinh ra ở South Bank, Calvey thi đấu chuyên nghiệp cho Nottingham Forest, và có 1 lần ra sân cho đội tuyển quốc gia Anh năm 1902.